# 시시바촌
시시바촌(椎柴村)은 지바현 가이조군에 일찍이 존재했던 촌이다. 

## 지리
- 현재의 조시시 북서부에 해당한다.
- 마을은 도네강 남쪽 기슭에 위치해 있다.
- 마을은 고원과 평지가 뒤섞인 골짜기가 많은 지형이다.

## 역사
- 1889년 4월 1일 - 정촌제 시행에 수반해 가이조군 시지촌이 성립하였다.
- 1891년 1월 26일 - 시지촌이 시시바촌으로 개칭되었다.
- 1898년 1월 25일 - 소부철도 사루다역이 개업하였다.
- 1907년 9월 1일 - 소부철도가 국철로 이양되었다.
- 1954년 4월 1일 - 후나키촌과 함께 조시시에 편입해, 동일 시시바촌은 폐지되었다.

## 인구
| 1891년 | 2,433 |
| 1908년 | 2,724 |
| 1920년 | 3,178 |

## 교통

### 철도
- 일본국유철도 (현・동일본 여객철도)
  - 소부 본선
  - 나리타선

## 참고문헌
- 角川日本地名大辞典編纂委員会『角川日本地名大辞典 12 千葉県』、角川書店、1984年 ISBN 4040011201